# Macchi M.14
Macchi M.14 là một loại máy bay tiêm kích của Ý, do hãng Macchi thiết kế chế tạo vào năm 1918.

## Quốc gia sử dụng
- Italy

## Tính năng kỹ chiến thuật
Dữ liệu lấy từ Green, William, and Gordon Swanborough The Complete Book of Fighters: An Illustrated Encyclopedia of Every Fighter Aircraft Built and Flown, New York: SMITHMARK Publishers, 1994, ISBN 0-8317-3939-8
Đặc điểm tổng quát
- Kíp lái: 1
- Chiều dài: 5.65 m (18 ft 6½ in)
- Sải cánh: 8.20 m (26 ft 10.8 in)
- Chiều cao: 2.62 m (8 ft 7⅛ in)
- Diện tích cánh: 16.60 m2 (178.69 ft2)
- Trọng lượng rỗng: 440 kg (970 lb)
- Trọng lượng có tải: 640 kg (1.411 lb)
- Powerplant: 1 × Le Rhône 9J, 82 kW (110 hp) mỗi chiếc

Hiệu suất bay
- Vận tốc cực đại: 182 km/h (113 mph)
- Thời gian bay: 2 giờ

Vũ khí trang bị
- 2 × súng máy 7,7 mm (0.303-inch)